# Élections législatives de 2024 en Haute-Corse
Les élections législatives françaises de 2024 se déroulent les 30 juin et 7 juillet 2024. En Haute-Corse, deux députés sont à élire dans le cadre de deux circonscriptions.

## Contexte
| Circonscription | RN      | ENS     | PS - PP | LFI    | LR     |
| --------------- | ------- | ------- | ------- | ------ | ------ |
| Circonscription |         |         |         |        |        |
| 1re             | 40,54 % | 11,98 % | 9,23 %  | 4,69 % | 7,51 % |
| 2e              | 39,43 % | 11,93 % | 9,41 %  | 2,88 % | 8,94 % |

## Système électoral
Les élections législatives ont lieu au scrutin uninominal majoritaire à deux tours dans des circonscriptions uninominales.
Est élu au premier tour le candidat qui réunit la majorité absolue des suffrages exprimés et un nombre de voix au moins égal au quart des électeurs inscrits dans la circonscription, soit 25 %. Si aucun des candidats ne satisfait ces conditions, un second tour est organisé entre les candidats ayant réuni un nombre de voix au moins égal à un huitième des inscrits, soit 12,5 %. Les deux candidats arrivés en tête du 1er tour se maintiennent néanmoins par défaut si un seul ou aucun d'entre eux n'a atteint ce seuil. Au second tour, le candidat arrivé en tête est déclaré élu,.
Le seuil de qualification basé sur un pourcentage du total des inscrits et non des suffrages exprimés rend plus difficile l'accès au second tour lorsque l'abstention est élevée. Le système permet en revanche l'accès au second tour de plus de deux candidats si plusieurs d'entre eux franchissent le seuil de 12,5 % des inscrits. Les candidats en lice au second tour peuvent ainsi être trois, un cas de figure appelé « triangulaire ». Les second tours où s'affrontent quatre candidats, appelés « quadrangulaire » sont également possibles, mais beaucoup plus rares,.

### Partis et nuances
Les résultats des élections sont publiés en France par le ministère de l'Intérieur, qui classe les partis en leur attribuant des nuances politiques. Ces dernières sont décidées par les préfets, qui les attribuent indifféremment de l'étiquette politique déclarée par les candidats, qui peut être celle d'un parti ou une candidature sans étiquette.
Seuls le Parti communiste français (COM), La France insoumise (FI), le Parti socialiste (SOC), le Parti radical de gauche (RDG), Les Écologistes (VEC), Renaissance (RE), le Mouvement démocrate (MDM), Horizons (HOR), l'Union des démocrates et indépendants (UDI), Les Républicains (LR), le Rassemblement national (RN) et Reconquête (REC) se voient attribuer en 2024 des nuances propres. Les coalitions Ensemble et Nouveau front populaire, ainsi que les candidats de l'alliance LR-Ciotti-RN, en bénéficient également indirectement, les nuances Ensemble ! (Majorité présidentielle) (ENS), Union de la gauche (UG) et Union de l'extrême-droite (UXD) étant attribuables aux candidats bénéficiant respectivement du soutien de deux partis du centre, de deux partis de gauche ou de deux partis d'extrême-droite,.
Tous les autres partis se voient attribuer l'une ou l'autre des nuances suivantes : EXG (extrême gauche), DVG (divers gauche), ECO (écologiste), REG (régionaliste), DVC (divers centre), DVD (divers droite), DSV (droite souverainiste) et EXD (extrême droite). Des partis comme Debout la France ou Lutte ouvrière ne disposent ainsi pas de nuances propres, et leurs résultats nationaux ne sont pas publiés séparément par le ministère, car mélangés avec d'autres partis (respectivement dans les nuances DSV et EXG).

## Résultats

### Élus
| Circonscription | Député sortant       | Parti | Parti | Groupe | Député élu ou réélu     | Parti | Parti | Groupe |
| --------------- | -------------------- | ----- | ----- | ------ | ----------------------- | ----- | ----- | ------ |
| 1re             | Michel Castellani    |       | FaC   | LIOT   | Michel Castellani       |       | FaC   | LIOT   |
| 2e              | Jean-Félix Acquaviva |       | FaC   | LIOT   | François-Xavier Ceccoli |       | LR    | DR     |

### Taux de participation
| Taux de participation | 1er tour | 1er tour | 1er tour   | 2d tour | 2d tour | 2d tour    | Différence entre les deux tours |
| Taux de participation | En 2022  | En 2024  | Différence | En 2022 | En 2024 | Différence | Différence entre les deux tours |
| --------------------- | -------- | -------- | ---------- | ------- | ------- | ---------- | ------------------------------- |
| À midi                | 18,16 %  | 26,55 %  | 8,39       | 17,46 % | 30,15 % | 12,69      | 3,6                             |
| À 17 heures           | 35,38 %  | 52,67 %  | 17,29      | 32,68 % | 55,88 % | 23,2       | 3,21                            |
| Final                 | 44,75 %  | 63,89 %  | 19,14      | 45,35 % | 66,97 % | 21,62      | 3,08                            |

### Résultats par coalition
| Parti ou coalition                          | Parti ou coalition                          | Parti ou coalition          | Premier tour | Premier tour | Premier tour | Second tour   | Second tour   | Second tour | Total Sièges | +/-           |  |
| Parti ou coalition                          | Parti ou coalition                          | Parti ou coalition          | Voix         | %            | Sièges       | Voix          | %             | Sièges      | Total Sièges | +/-           |  |
| ------------------------------------------- | ------------------------------------------- | --------------------------- | ------------ | ------------ | ------------ | ------------- | ------------- | ----------- | ------------ | ------------- |  |
|                                             |                                             | Femu a Corsica (FaC)        | 24 660       | 30,06        | 0            | 45 104        | 54,19         | 1           | 1            | 1             |  |
| Total Régions et peuples solidaires (R&PS)  | Total Régions et peuples solidaires (R&PS)  | 24 660                      | 30,06        | 0            | 45 104       | 54,19         | 1             | 1           | 1            |               |  |
|                                             | Rassemblement national (RN)                 | Rassemblement national (RN) | 22 130       | 26,97        | 0            | 13 677        | 16,43         | 0           | 0            | en stagnation |  |
|                                             |                                             | Les Républicains (LR)       | 15 100       | 18,41        | 0            | 24 458        | 29,38         | 1           | 1            | 1             |  |
| Total Union de la droite et du centre (UDC) | Total Union de la droite et du centre (UDC) | 15 100                      | 18,41        | 0            | 24 458       | 29,38         | 1             | 1           | 1            |               |  |
|                                             |                                             | La France insoumise (LFI)   | 3 353        | 4,09         | 0            |               |               |             | 0            | en stagnation |  |
|                                             | Les Écologistes (LÉ)                        | 2 668                       | 3,25         | 0            | 0            | Nv            |               |             |              |               |  |
| Total Nouveau Front populaire (NFP)         | Total Nouveau Front populaire (NFP)         | 6 021                       | 7,34         | 0            | 0            | en stagnation |               |             |              |               |  |
|                                             | Core in Fronte (CIF)                        | Core in Fronte (CIF)        | 3 748        | 4,57         | 0            | 0             | Nv            |             |              |               |  |
|                                             |                                             | Parti radical (PRV)         | 2 045        | 2,49         | 0            | 0             | en stagnation |             |              |               |  |
| Total Ensemble pour la République (ENS)     | Total Ensemble pour la République (ENS)     | 2 045                       | 2,49         | 0            | 0            | en stagnation |               |             |              |               |  |
|                                             | Mossa Palatina (MP)                         | Mossa Palatina (MP)         | 1 603        | 1,95         | 0            | 0             | Nv            |             |              |               |  |
|                                             | Lutte ouvrière (LO)                         | Lutte ouvrière (LO)         | 483          | 0,59         | 0            | 0             | en stagnation |             |              |               |  |
|                                             | Reconquête (REC)                            | Reconquête (REC)            | 370          | 0,45         | 0            | 0             | en stagnation |             |              |               |  |
|                                             | Autres partis                               | Autres partis               | 443          | 0,54         | 0            | 0             | Nv            |             |              |               |  |
|                                             | Sans étiquette (SE)                         | Sans étiquette (SE)         | 5 436        | 6,63         | 0            | 0             | en stagnation |             |              |               |  |
|                                             |                                             |                             |              |              |              |               |               |             |              |               |  |
| Suffrages exprimés                          | Suffrages exprimés                          | Suffrages exprimés          | 82 039       | 97,98        |              | 83 239        | 95,59         |             |              |               |  |
| Votes blancs                                | Votes blancs                                | Votes blancs                | 953          | 1,14         | 2 483        | 2,85          |               |             |              |               |  |
| Votes nuls                                  | Votes nuls                                  | Votes nuls                  | 740          | 0,88         | 1 360        | 1,56          |               |             |              |               |  |
| Total                                       | Total                                       | Total                       | 83 732       | 100          | 0            | 87 082        | 100           | 2           | 2            | en stagnation |  |
| Abstention                                  | Abstention                                  | Abstention                  | 46 305       | 35,61        |              | 42 953        | 33,03         |             |              |               |  |
| Inscrits/Participation                      | Inscrits/Participation                      | Inscrits/Participation      | 130 037      | 63,89        | 130 035      | 66,97         |               |             |              |               |  |

### Résultats par nuance
| Nuance                 | Nuance                 | Nuance                 | Premier tour | Premier tour | Premier tour | Second tour | Second tour   | Second tour | Total Sièges | +/-           |  |
| Nuance                 | Nuance                 | Nuance                 | Voix         | %            | Sièges       | Voix        | %             | Sièges      | Total Sièges | +/-           |  |
| ---------------------- | ---------------------- | ---------------------- | ------------ | ------------ | ------------ | ----------- | ------------- | ----------- | ------------ | ------------- |  |
|                        | Régionaliste           | REG                    | 30 011       | 36,58        | 0            | 45 104      | 54,19         | 1           | 1            | 1             |  |
|                        | Rassemblement national | RN                     | 22 130       | 26,97        | 0            | 13 677      | 16,43         | 0           | 0            | en stagnation |  |
|                        | Divers droite          | DVD                    | 15 100       | 18,41        | 0            | 24 458      | 29,38         | 1           | 1            | 1             |  |
|                        | Divers centre          | DVC                    | 7 481        | 9,12         | 0            |             |               |             | 0            | en stagnation |  |
|                        | La France insoumise    | FI                     | 3 353        | 4,09         | 0            | 0           | Nv            |             |              |               |  |
|                        | Les Écologistes        | VEC                    | 2 668        | 3,25         | 0            | 0           | Nv            |             |              |               |  |
|                        | Extrême gauche         | EXG                    | 483          | 0,59         | 0            | 0           | en stagnation |             |              |               |  |
|                        | Droite souverainiste   | DSV                    | 393          | 0,48         | 0            | 0           | en stagnation |             |              |               |  |
|                        | Reconquête             | REC                    | 370          | 0,45         | 0            | 0           | en stagnation |             |              |               |  |
|                        | Divers                 | DIV                    | 50           | 0,06         | 0            | 0           | en stagnation |             |              |               |  |
|                        |                        |                        |              |              |              |             |               |             |              |               |  |
| Suffrages exprimés     | Suffrages exprimés     | Suffrages exprimés     | 82 039       | 97,98        |              | 83 239      | 95,59         |             |              |               |  |
| Votes blancs           | Votes blancs           | Votes blancs           | 953          | 1,14         | 2 483        | 2,85        |               |             |              |               |  |
| Votes nuls             | Votes nuls             | Votes nuls             | 740          | 0,88         | 1 360        | 1,56        |               |             |              |               |  |
| Total                  | Total                  | Total                  | 83 732       | 100          | 0            | 87 082      | 100           | 2           | 2            | en stagnation |  |
| Abstention             | Abstention             | Abstention             | 46 305       | 35,61        |              | 42 953      | 33,03         |             |              |               |  |
| Inscrits/Participation | Inscrits/Participation | Inscrits/Participation | 130 037      | 63,89        | 130 035      | 66,97       |               |             |              |               |  |

### Résultats par circonscription

#### Première circonscription
Député sortant : Michel Castellani (Femu a Corsica)
Le 20 juin 2024, la candidature de Gaël Maquet, un indépendant déjà présent lors de l'élection précédente en 2022, est déclarée irrecevable par le tribunal administratif de Bastia. Sa candidature à l'élection est donc annulé.
| Candidat                 | Candidat                 | Parti et coalition       | Nuance                   | Premier tour | Premier tour | Second tour | Second tour |
| Candidat                 | Candidat                 | Parti et coalition       | Nuance                   | Voix         | %            | Voix        | %           |
| ------------------------ | ------------------------ | ------------------------ | ------------------------ | ------------ | ------------ | ----------- | ----------- |
|                          | Michel Castellani        | FaC (R&PS)               | REG                      | 11 962       | 31,74        | 24 667      | 64,33       |
|                          | Jean-Michel Marchal      | RN                       | RN                       | 10 855       | 28,80        | 13 677      | 35,67       |
|                          | Julien Morganti          | SE                       | DVC                      | 5 436        | 14,42        |             |             |
|                          | Sacha Bastelica          | LFI (NFP)                | FI                       | 3 353        | 8,90         |             |             |
|                          | Jean-François Paoli      | PRV (ENS)                | DVC                      | 2 045        | 5,43         |             |             |
|                          | Nicolas Battini          | MP                       | REG                      | 1 603        | 4,25         |             |             |
|                          | Jean-Baptiste Lucciardi  | CIF                      | REG                      | 1 471        | 3,90         |             |             |
|                          | Alexis Fernandez         | RpC                      | DSV                      | 393          | 1,04         |             |             |
|                          | Jean-Michel Lamberti     | REC                      | REC                      | 370          | 0,98         |             |             |
|                          | Olivier Josué            | LO                       | EXG                      | 203          | 0,54         |             |             |
|                          |                          |                          |                          |              |              |             |             |
| Votes valides            | Votes valides            | Votes valides            | Votes valides            | 37 691       | 97,76        | 38 344      | 95,46       |
| Votes blancs             | Votes blancs             | Votes blancs             | Votes blancs             | 499          | 1,29         | 1 160       | 2,89        |
| Votes nuls               | Votes nuls               | Votes nuls               | Votes nuls               | 363          | 0,94         | 664         | 1,65        |
| Total                    | Total                    | Total                    | Total                    | 38 553       | 100          | 40 168      | 100         |
| Abstention               | Abstention               | Abstention               | Abstention               | 23 557       | 37,93        | 21 950      | 35,34       |
| Inscrits / participation | Inscrits / participation | Inscrits / participation | Inscrits / participation | 62 110       | 62,07        | 62 118      | 64,66       |

Le député sortant Michel Castellani (Femu a Corsica) arrive en tête du premier tour avec 31,74 % des voix exprimées, suivi avec 28,80 % des voix par le candidat du Rassemblement national, Jean-Michel Marchal. Michel Castellani est finalement réélu député au second tour avec 64,33 % des voix exprimées.

#### Deuxième circonscription
Député sortant : Jean-Félix Acquaviva (Femu a Corsica)
| Candidat                 | Candidat                                    | Parti et coalition       | Nuance                   | Premier tour | Premier tour | Second tour | Second tour |
| Candidat                 | Candidat                                    | Parti et coalition       | Nuance                   | Voix         | %            | Voix        | %           |
| ------------------------ | ------------------------------------------- | ------------------------ | ------------------------ | ------------ | ------------ | ----------- | ----------- |
|                          | François-Xavier Ceccoli                     | LR (UDC)                 | DVD                      | 15 100       | 34,05        | 24 458      | 54,48       |
|                          | Jean-Félix Acquaviva                        | FaC (R&PS)               | REG                      | 12 698       | 28,63        | 20 437      | 45,52       |
|                          | Sylvie Jouart                               | RN                       | RN                       | 11 275       | 25,42        | Retrait     | Retrait     |
|                          | Hélène Sanchez                              | LÉ (NFP)                 | VEC                      | 2 668        | 6,02         |             |             |
|                          | Antò Carli                                  | CIF                      | REG                      | 2 277        | 5,13         |             |             |
|                          | Viviane Rongione                            | LO                       | EXG                      | 280          | 0,63         |             |             |
|                          | Marie-Louise Robert dite Baronne ML Mariani | SU                       | DIV                      | 50           | 0,11         |             |             |
|                          | Jean-Antoine Giacomi                        | FZ                       | REG                      | 0            | 0,00         |             |             |
|                          |                                             |                          |                          |              |              |             |             |
| Votes valides            | Votes valides                               | Votes valides            | Votes valides            | 44 348       | 98,16        | 44 895      | 95,70       |
| Votes blancs             | Votes blancs                                | Votes blancs             | Votes blancs             | 454          | 1,00         | 1 323       | 2,82        |
| Votes nuls               | Votes nuls                                  | Votes nuls               | Votes nuls               | 377          | 0,83         | 696         | 1,48        |
| Total                    | Total                                       | Total                    | Total                    | 45 179       | 100          | 46 914      | 100         |
| Abstention               | Abstention                                  | Abstention               | Abstention               | 22 748       | 33,49        | 21 003      | 30,92       |
| Inscrits / participation | Inscrits / participation                    | Inscrits / participation | Inscrits / participation | 67 927       | 66,51        | 67 917      | 69,08       |

Trois candidats se qualifient pour le second tour de l'élection. François-Xavier Ceccoli (Les Républicains) arrive en tête avec 34,05 % des voix exprimées, suivi du candidat nationaliste et député sortant Jean-Félix Acquaviva avec 28,63 % des voix. La candidate du Rassemblement national Sylvie Jouart obtient 25,42 % des voix mais choisit de se désister. François-Xavier Ceccoli qui a recueilli 54,48% des voix exprimées au second tour remporte l'élection face à Jean-Félix Acquaviva, et devient donc le nouveau député de la circonscription.